# Okres Blansko
Blansko (Duits: Blanz) is een district (Tsjechisch: Okres) in de Tsjechische regio Zuid-Moravië. De hoofdstad is Blansko. Het district bestaat uit 116 gemeenten (Tsjechisch: Obec). 14 gemeenten die eerst bij dit district hoorden horen sinds 1 januari 2007 bij de okres Brno-venkov: Běleč, Brumov, Březina, Bukovice, Hluboké Dvory, Lomnice, Ochoz u Tišnova, Osiky, Rašov, Rohozec, Strhaře, Synalov, Unín en Zhoř.

## Lijst van gemeenten
De obce (gemeenten) van de okres Blansko. De vetgedrukte plaatsen hebben stadsrechten. De cursieve plaatsen zijn steden zonder stadsrechten (zie: vlek).
Adamov - Bedřichov - Benešov - Blansko - Borotín - Bořitov - Boskovice - Brťov-Jeneč - Bukovina - Bukovinka - Býkovice - Cetkovice - Crhov - Černá Hora - Černovice - Deštná - Dlouhá Lhota - Doubravice nad Svitavou - Drnovice - Habrůvka - Hodonín - Holštejn - Horní Poříčí - Horní Smržov - Chrudichromy - Jabloňany - Jedovnice - Kněževes - Knínice - Kořenec - Kotvrdovice - Kozárov - Krasová - Krhov - Křetín - Křtěnov - Křtiny - Kulířov - Kunčina Ves - Kunice - Kuničky - Kunštát - Lazinov - Lažany - Letovice - Lhota Rapotina - Lhota u Lysic - Lhota u Olešnice - Lipovec - Lipůvka - Louka - Lubě - Ludíkov - Lysice - Makov - Malá Lhota - Malá Roudka - Míchov - Milonice - Němčice - Nýrov - Obora - Okrouhlá - Olešnice - Olomučany - Ostrov u Macochy - Pamětice - Petrov - Petrovice - Prostřední Poříčí - Rájec-Jestřebí - Ráječko - Roubanina - Rozseč nad Kunštátem - Rozsíčka - Rudice - Sebranice - Senetářov - Skalice nad Svitavou - Skrchov - Sloup - Spešov - Stvolová - Sudice - Suchý - Sulíkov - Světlá - Svinošice - Svitávka - Šebetov - Šebrov-Kateřina - Šošůvka - Štěchov - Tasovice - Uhřice - Újezd u Boskovic - Újezd u Černé Hory - Úsobrno - Ústup - Valchov - Vanovice - Vavřinec - Vážany - Velenov - Velké Opatovice - Vilémovice - Vísky - Voděrady - Vranová - Vysočany - Závist - Zbraslavec - Žďár - Žďárná - Žernovník - Žerůtky
Blansko · Břeclav · Brno-město · -venkov · Hodonín · Vyškov · Znojmo